# Gmina Butler (hrabstwo Calhoun)

Położenie Gminy Butler w hrabstwie Calhoun

Gmina Butler (ang. Butler Township) – gmina w USA, w stanie Iowa, w hrabstwie Calhoun. Według danych z 2000 roku gmina miała 950 mieszkańców.